# Jean Luc Gbayara Assoubre
Jean Luc Gbayara Assoubre (nacido el 1 de agosto de 1992 en Lakota, Costa de Marfil) es un futbolista costamarfileño que actualmente se desempeña como delantero en el Inter Club d'Escaldes.

## Trayectoria
Jean Luc Gbayara Assoubre que abandonó las calles de Lakota (Costa de Marfil) y llegó a España muy joven. La vida en Villarreal fue difícil, ya que en la Ciudad Deportiva amarilla tuvo problemas como su inestabilidad física y esa timidez, también en el aprendizaje del idioma.
Firmó por el Nàstic en verano del 2013, ayudado por Promoesport. En Tarragona le dieron una nueva oportunidad de convertirse en el jugador que auguraban en la Plana. Convirtiéndose en las campañas anteriores como unos de los jugadores más destacados del equipo y titular indiscutible en la segunda división.

## Clubes
| Club                        | País            | Año       | Partidos | Goles |
| --------------------------- | --------------- | --------- | -------- | ----- |
| Villarreal C. F. "B"        | España          | 2011-2013 | 9        | 1     |
| Club Gimnàstic de Tarragona | España          | 2013-2018 | 116      | 11    |
| AEK Larnaca                 | Chipre          | 2018-2019 | 24       | 2     |
| Lamia F. C. (cedido)        | Grecia          | 2019      | 9        | 1     |
| AE Larisa                   | Grecia          | 2019-2020 | 15       | 1     |
| S. K. Sigma Olomouc         | República Checa | 2021      | 2        | 0     |
| Ethnikos Achna              | Chipre          | 2021      | 10       | 0     |
| Marbella F. C.              | España          | 2022      | 11       | 1     |
| Inter Club d'Escaldes       | Andorra         | 2023-     | 15       | 1     |

## Palmarés

### Títulos nacionales
| Título           | Club                  | País    | Año  |
| ---------------- | --------------------- | ------- | ---- |
| Copa Constitució | Inter Club d'Escaldes | Andorra | 2023 |